# Conker: Live and Reloaded
Conker: Live and Reloaded (version définitive du Live&Uncut) est un jeu vidéo d'action-aventure et de plates-formes sorti sur Xbox en 2005. C'est en réalité le remake et le remaster du jeu vidéo Conker's Bad Fur Day, sorti sur Nintendo 64 en 2001.

## Nouveautés
Outre des graphismes remis au goût du jour, Conker: Live and Reloaded propose un mode multijoueur inédit, permettant à 2 joueurs de s'affronter sur la même console ou à 4 joueurs en réseau, et supportant jusqu'à 16 joueurs sur le Xbox Live. Plusieurs cartes assez vastes sont disponibles ; les joueurs peuvent utiliser des véhicules, et choisir entre plusieurs classes (à l'instar de Battlefield 1942).
Ce mode multijoueur reprend en fait une partie du jeu un joueur et la continue jusqu'à 300 ans après. Vous pouvez choisir le camp du HCE (haut commandement d'écureuils) ou celui des maléfiques Tediz.
Quel que soit le camp, les missions sont presque similaires, seul "Mort sur la plage" et "Doon" sont totalement différentes d'un camp à l'autre.
Les différentes classes jouables sont :
- Démolisseur : le spécialiste en armes lourdes
- Mouchard : rapide, possède un sabre redoutable
- Scout : Exterminateur de maris (possède le sniper)
- Brutos : une classe bien équilibrée avec sa mitrailleuse et le hogster.
- Thermophile : Spécialiste du lance-flamme et de la grenade au napalm
- Jockey des cieux : le spécialiste en véhicules aériens (seulement pour les cartes en extérieur)

## Histoire
Le jeu étant à la fois un remake et un remaster du jeu d'origine, il reprend à la quasi identique, même plan par plan, le scénario de ce dernier.
Comme pour la version d'origine, l'histoire se concentre autour de Conker, un écureuil roux alcoolique et avide d'argent, et de ses péripéties à la suite d'une soirée arrosée, avec l'intention de rentrer chez lui pour retrouver sa petite amie Berri. Cependant, au même moment, le roi du royaume ou Conker habite, le Roi Panthère, ordonne qu'on lui ramène un écureuil roux, pour remplacer l'une des pattes de sa table sur laquelle il repose son lait, sur les conseils de son serviteur, le professeur Von Kriplespac. Conker va ainsi affronter toutes sortes de péripéties et de dangers, aussi mortelles, absurdes et surréalistes qu'ils soient, comme en affrontant un gros tas de matières fécales à la voix de ténors d’opéra ou encore battre le chef d'une tribu d'hommes des cavernes, servir un vampire jusqu’à ce qu'il meure à cause de sa gloutonnerie en passant par un combat contre une botte de foin robotique en chevauchant une fourche suicidaire.

## Autour du jeu
Le jeu de base s'autorisait déjà beaucoup de libertés dans sa constitution, comme à la fin dans laquelle Conker brisait le quatrième mur, révélant qu'il était au courant d’être dans un jeu vidéo, en critiquant le programmeur de n'avoir pas testé ledit jeu lorsqu'un bug le figeant survient à la fin du boss final. Le remake, lui, va encore plus loin dans cette voie-là, en effet, au début du jeu, lorsque Conker frappe la gargouille gothique avec la poêle qu'il vient d’acquérir, cette dernière ne tombe pas dans le vide alors qu'elle le devrait, comme dans le jeu original, cette dernière lui dit alors que ce sont les concepteurs qui ont jugé sage de modifier un peu le niveau pour tromper le public en lui faisant croire que le reste du jeu serait également différent, Conker réplique alors avec une batte de Baseball avant de dire au concepteur de ne plus faire de surprise à l'avenir. D'une certaine manière, on peut ainsi voir le remake plus comme une suite sous cette perspective.

## Accueil
- Jeuxvideo.com : 17/20[2]